# Anabate à couronne rousse
Automolus rufipileatus
Espèce
Statut de conservation UICN

 LC  : Préoccupation mineure
L’Anabate à couronne rousse (Automolus rufipileatus) est une espèce de passereaux de la famille des Furnariidae.

## Répartition

Aire de répartition d’Automolus rufipileatus.

Cet oiseau se rencontre en Bolivie, au Brésil, en Colombie, en Équateur, au Guyana, en Guyane, au Pérou, au Suriname et au Venezuela.

## Liste des sous-espèces
Selon GBIF (15 avril 2024) :
- Automolus rufipileatus consobrinus (P.L.Sclater, 1870)
- Automolus rufipileatus rufipileatus (Pelzeln, 1859)

## Classification
Le nom valide complet (avec auteur) de ce taxon est Automolus rufipileatus (Pelzeln, 1859).
L'espèce a été initialement classée dans le genre Anabates sous le protonyme Anabates rufipileatus Pelzeln, 1859.
Ce taxon porte en français les noms vernaculaires ou normalisés suivants : Anabate à couronne rousse,.
Automolus rufipileatus a pour synonyme :
- Anabates rufipileatus Pelzeln, 1859